# Rožić
Rožić je hrvatsko prezime,
- Ante Rožić (1934. – 2021.), hrvatski arhitekt i urbanist.
- Antun Rožić (1787. – 1848), hrvatski jezikoslovac.
- Ferdo Rožić (1905. – 1943.), hrvatski svećenik, pjesnik, govornik, prozaik, publicist, polemičar, kulturni djelatnik, književni kritičar, pučki prosvjetitelj, erudit i urednik.
- Miroslav Rožić (u. 1956.), hrvatski biolog i političar.
- Vatroslav Rožić (1857. – 1937.), hrvatski jezikoslovac.
- Vedran Rožić (u. 1954.),  bivši hrvatski nogometaš, igrač Hajduka i jugoslavenski reprezentativac, nogometni trener i političar.